# Túmulo do Papa Urbano VIII
O túmulo do papa Urbano VIII foi realizado por Gian Lorenzo Bernini de 1627 a 1647.
Dois túmulos, dos 24 túmulos de papas na Basílica de São Pedro, estão na abside: no nicho à direita da Cadeira de São Pedro, o túmulo do Papa Urbano VIII, cujo pontificado decorreu de 1623 a 1644.
Quando o desenhou, Bernini teve que levar em conta, estilisticamente, o túmulo oposto, do pontificado de Paulo III (1534-1549) completado em 1575. O fato explica a estrutura piramidal, com o papa em seu trono acima da tumba, e o uso de tantos materiais variados. Ao contrário de Guglielmo della Porta, que retratou o papa Paulo III como um homem benevolente que dispensa bênçãos, tendo as alegorias da Sabedoria e da Justiça a seus pés, Bernini mostra Urbano VIII como um governante confiante, forte, a tiara papal colocada sobre a cabeça, mão direita erguida num gesto triunfal, dando a bênção urbi et orbi. As abelhas, símbolo da família Barberini, ilustram o trono papal. Reclinam-se no sarcófago as alegorias da Justiça e do Amor, enquanto a Morte, esqueleto com asas, prega no túmulo uma inscrição com o nome do papa.